# Spring Tonic
Pour plus de détails, voir Fiche technique et Distribution.
Spring Tonic est un film américain réalisé par Clyde Bruckman, sorti en 1935.

## Synopsis
En pleine prohibition, une jeune femme en quête d'aventures (Claire Trevor) se trouve mêlée à son grand dam à une bande de trafiquants d'alcool. Son fiancé entreprend de la sortir de là avec l'aide d'une troupe de cirque.

## Fiche technique
- Titre : Spring Tonic
- Réalisation : Clyde Bruckman
- Scénario : Frank Griffin, H.W. Hanemann, Patterson McNutt et Howard Irving Young d'après la pièce de Ben Hecht et Charles MacArthur
- Photographie : L. William O'Connell
- Pays d'origine : États-Unis
- Format : Noir et blanc - 1,37:1 - Mono
- Genre : comédie
- Date de sortie : 1935

## Distribution
- Lew Ayres : Caleb Enix
- Claire Trevor : Bertha 'Betty' Ingals
- Walter Woolf King : José
- Jack Haley : Sykes
- Zasu Pitts : Maggie Conklin
- Tala Birell : Lola
- Sig Ruman : Matt Conklin
- Frank Mitchell : Griffin Nasher
- Herbert Mundin : Thompson
- Henry Kolker : Mr. Enix
- Douglas Wood : Mr. Ingalls
- Helen Freeman : Mrs. Ingalls
- Lynn Bari : Demoiselle d'honneur (non créditée)
- Walter Brennan : Clochard (non crédité)
- George Chandler : Conducteur de taxi (non crédité)
- Arthur Housman : l'homme ivre (non crédité)